# Ludwika Maria Poniatowska
Ludwika Maria Poniatowska, född 30 november 1728, död 2 oktober 1804, var en polsk adelskvinna, syster till kung Stanisław II August Poniatowski. 
Hon var dotter till Stanisław Poniatowski och Konstancja Czartoryska, gift med och Jan Jakub Zamoyski och mor till Urszula Zamoyska. Hon ska tillsammans med sin dotter år 1795, under press av Ryssland, ha övertygat kungen att skriva under abdikationshandlingarna därför att de fruktade att annars bli ruinerade genom en rysk konfiskation av sin egendom. 